# クビワコガモ

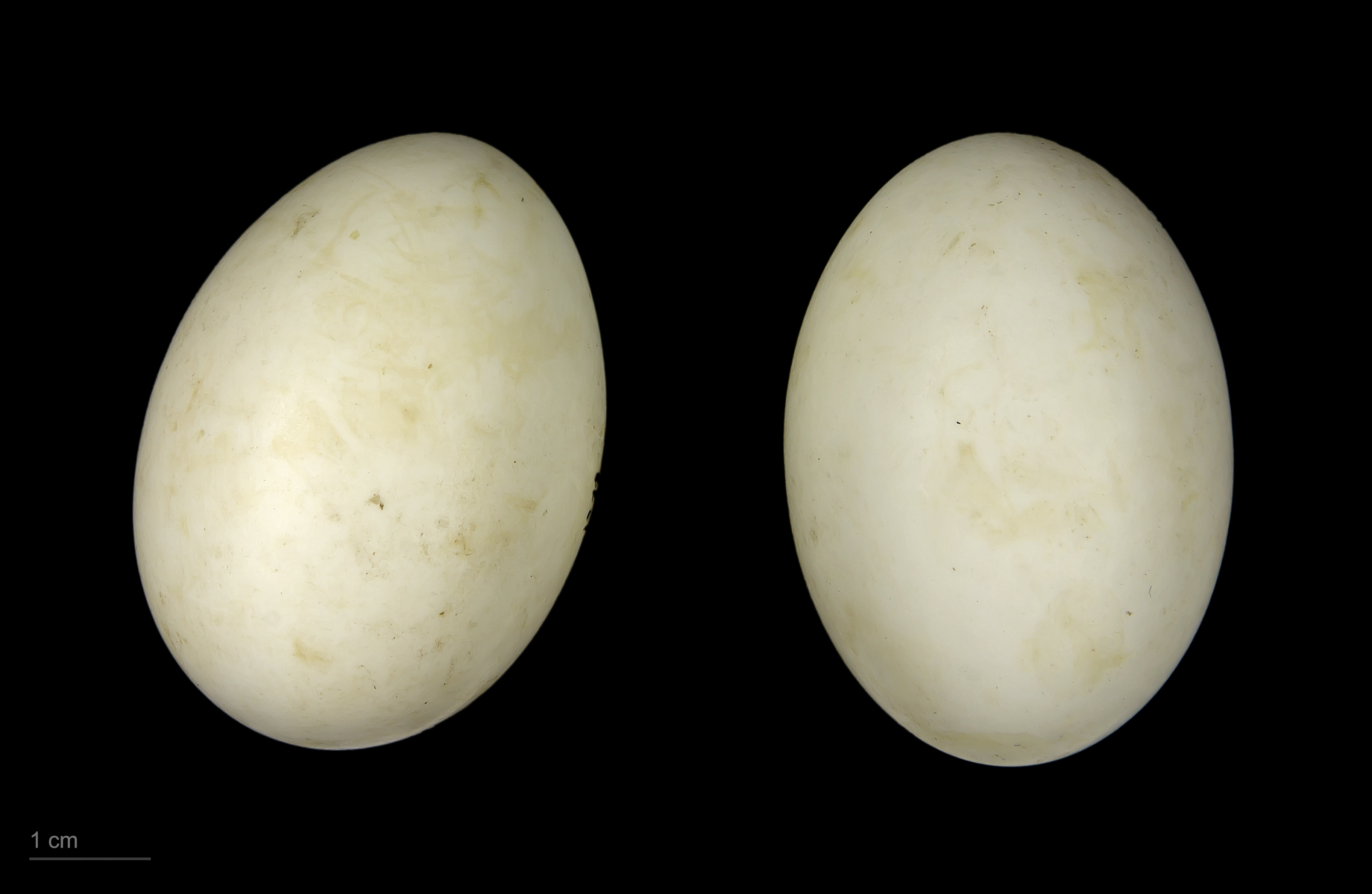
Callonetta leucophrys

クビワコガモ（学名：Callonetta leucophrys）は、カモ目カモ科の鳥類。

## 分布
南アメリカの熱帯雨林地帯

## 形態
特徴は写真参照。

## 保全状況評価
- LEAST CONCERN (IUCN Red List Ver. 3.1 (2001))
[1]